# Stewie Griffin
Stewart Gilligan (Stewie) Griffin is een van de hoofdpersonages van de Amerikaanse animatieserie Family Guy. Hij is een peuter van een jaar oud en de jongste in het gezin van Peter en Lois Griffin. Hij heeft de meest complexe persoonlijkheid van de serie en staat vooral bekend om zijn kwaadaardige, cynische en Machiavellistische kant. Stewie is extreem intelligent en heeft plannen voor werelddominantie en de drang om zijn eigen moeder te vermoorden. In de loop van de seizoenen maakt hij een bijzondere ontwikkeling door en krijgt hij een menselijker kant. Ook raakt hij meer cultureel geïnteresseerd. Zijn stem wordt ingesproken door Seth MacFarlane.
Een van de komische elementen is dat je nooit weet hoe hij op een situatie zal reageren omdat hij de ene keer vanuit de belevingswereld van een peuter en dan weer uit die van een volwassene reageert. De interesses van Stewie wisselen dus ook tussen volwassen onderwerpen en typische peuterdingen. Zo kan hij bijvoorbeeld moeiteloos zinnen citeren die hij gezien zijn leeftijd nog niet zou kunnen weten, maar heeft hij ook interesse voor zijn teddybeer Rupert en de Teletubbies. Ondanks zijn intelligentie zijn er door zijn leeftijd nog veel dingen die hij niet begrijpt, zoals de manier waarop een toilet gebruikt dient te worden of dingen die op het nieuws te zien zijn. Door zijn extreem hoge intelligentie heeft hij de nodige uitvindingen gedaan, zoals een tijdmachine, een apparaat om het weer mee te veranderen, een teleporteur en tal van futuristische wapens.
Stewie spreekt met een geaffecteerd Brits-Engels accent en heeft de stem van een volwassen man. Hoewel Stewie het taalgebruik van een ver-ontwikkeld persoon heeft, wordt hij binnen het gezin Griffin alleen verstaan en begrepen door de hond Brian, met wie hij normale gesprekken voert. In de aflevering Running Mates (seizoen 2) leest Brian zelfs de gedachten van Stewie. Stewie wordt gek genoeg wel verstaan door personages die wat verder af staan van de hoofdpersonages. In enkele afleveringen kan zijn broer Chris hem ook verstaan. Dit gebeurt o.a. in de aflevering Stewie, Chris, & Brian's Excellent Adventure waarin Chris denkt dat hij droomt.

## Ontwikkeling
Stewie ontwikkelt zich in de loop van de serie van een psychopathische slechterik tot een verfijnd excentriek persoon met een emotionele gelaagdheid. In het begin zijn de enige emoties die hij toont sadisme, woede, cynisme en minachting. Deze kant raakt in de loop van de seizoenen op de achtergrond maar verdwijnt nooit helemaal. Hier komt een empathische Stewie voor in de plaats met humor die zichzelf minder serieus neemt waardoor hij minder eng wordt. Ook ontwikkelt hij gevoel voor verantwoordelijkheid.
Zijn typische Britse persoonlijkheid wordt verfijnder en snobistischer. Hij raakt geïnteresseerd in theater, kunst en klassieke muziek. Ook ontwikkelt hij angsten en twijfels aan zichzelf. Hij raakt afhankelijk van het oordeel van anderen. Zijn volwassen kijk op de wereld wordt voor hem steeds verwarrender. Dit maakt hem kwetsbaar. Is zijn woede in het begin nog naar buiten gericht, na verloop van tijd voert hij vooral strijd met zichzelf.

## Seksualiteit
Regelmatig wordt gehint dat Stewie homoseksueel is of worstelt met zijn genderidentiteit maar dit wordt nooit expliciet duidelijk. Er zijn plannen geweest om een aflevering te maken waarin Stewie zijn Coming out beleeft maar deze aflevering is er nooit gekomen. In plaats daarvan is er voor gekozen om Stewie uit te beelden als iemand die bijna op het punt staat om voor zijn geaardheid uit te komen. Dat neemt niet weg dat hij af en toe een relatie met een meisje heeft.

## Relatie met Brian
De hond Brian is de enige uit het gezin waarmee Stewie wel kan praten. De twee zijn elkaars tegenpolen omdat Brian zeer moraliserend is en Stewie, zeker in de eerste seizoenen, geen moraal kent. De twee bouwen langzaam een band op. Brian en Stewie gaan regelmatig samen op reis, naar verre landen of met de tijdmachine naar andere tijden. Brian heeft een positieve invloed op Stewie. De culturele interesses die Stewie in de loop van de tijd ontwikkelt heeft hij vooral aan Brian te danken. Tegelijkertijd houdt Stewie hem regelmatig, op een sarcastische manier, een spiegel voor. Door de band met Brian wordt hij empathisch en leert de waarde van vriendschap kennen.
Terugkerend onderdeel zijn de speciale Road to... afleveringen, waarin Brian en Stewie samen op reis gaan. De titels zijn een verwijzing naar de comedyfilmserie Road to... uit de jaren veertig tot zestig. Juist in deze afleveringen wordt de band tussen Brian en Stewie extra verdiept. Ook zijn deze afleveringen, net als die oude films, extra muzikaal.

## Band met zijn moeder
Stewie heeft een gecompliceerde band met zijn moeder, Lois. Hij commandeert haar en scheld op haar, ze kan hem immers toch niet verstaan. Regelmatig blijkt dat hij Lois wil vermoorden. In de eerste aflevering (Death Has a Shadow) blijkt waarom, omdat zijn moeder hem in de weg loopt bij zijn plannen. In twee aansluitende afleveringen uit seizoen 6, Stewie Kills Lois en Lois Kills Stewie, vermoordt hij haar waarna zijn hem vermoord. Het blijkt daarna echter allemaal een simulatie te zijn. In de aflevering And Then There Were Fewer redt hij haar leven omdat hij zelf degene wil zijn die haar doodt. Het is niet helemaal duidelijk of dit de echte reden is. Aan de andere kant is Stewie aan zijn moeder gehecht. Hij smeekt regelmatig om haar aandacht en doet zichzelf zelfs pijn als zij hem negeert.

## Relatie met andere peuters
Stewie heeft zijn eigen sociale kring, met kinderen in de buurt en op de crèche. De meeste van deze kinderen hebben geen uitgewerkt karakter en Stewie voelt zich superieur aan hen. Hij probeert regelmatig indruk op hen te maken op een manier die de kinderen dan niet begrijpen. Een paar kinderen kunnen qua intelligentie, zelfverzekerdheid en ambitie met hem wedijveren. Zo is er Olivia, waarmee Stewie soms een relatie heeft. Olivia wil het liefst actrice worden en is manipulatief en gedreven. Betram is een gevaarlijke concurrent van Stewie. Hij is gemeen en rancuneus. In de aflevering The Big Bang Theory wil hij Stewie vermoorden, zelfs als hij daarmee het hele universum vernietigd. In deze aflevering wordt hij door Stewie gedood. Penelope is net zo gewelddadig als Stewie en de twee kunnen elkaar goed begrijpen. Als ze samenwerken zijn ze extreem gevaarlijk. Doug is competitief ingesteld, gericht op succes en heeft het voorkomen van een politicus. Hij mist de rijke innerlijke belevingswereld die Stewie wel heeft. Het grote zelfvertrouwen en positivisme van Doug wekt bij Stewie de nodige irritatie op. Op die manier is Doug vaak ook een spiegel voor Stewie.